# 周元文
周元文（？—？），字洛書，盛京左金州人，屬漢軍正黃旗。

## 生平
身為監生的周元文，於康熙四十六年（1707年）從延平轉調臺灣府知府。任內設義學，並再重修編訂《臺灣府志》，是為“周志”。期間曾代理諸羅縣知縣及福建分巡台灣廈門道。康熙五十一年（1712年）升任湖南辰浣靖道。